# Limacella illinita
Limacella illinita (tên gọi thông thường Overflowing Slimy Stem) là một loài nấm thuộc chi Limacella trong họ Amanitaceae.

## Miêu tả
- Mũ nấm: màu trắng hoặc kem, nhầy dính, đường kính từ 2–7 cm, hình vòm tròn, khi lớn mũ nấm hơi lồi lên.[2][3]
- Lá tia: màu trắng, không có sáp và trải rộng.[2][3]
- Cuống: cao từ 5–10 cm, hơi thuôn nhỏ dần về phía đỉnh nẩm. Cuống nấm màu trắng, mềm, dày cùi, có vòng nấm và cũng nhầy dính.[2][3]
- Bào tử nấm: hình cầu hoặc trái xoan, bề mặt trơn nhẵn, kích cỡ chiều dài từ 4,5 - 6,5, chiều rộng từ 4 - 6 µm.[2][3]
- Nấm sinh sản và phát triển trong khoảng từ tháng 7, tháng 8 đến tháng 10, tháng 11.

## Phân bố
L. illinita có thể được tìm thấy mọc đơn lẻ, rải rác hoặc thành cụm trong các cánh rừng, đầm lầy, đụn cát hay ở ngay hai bên ven đường tại Bắc Mỹ hoặc châu Âu.